# Псевдовідстань
Псевдовідстань це псевдо (апроксимація або наближена оцінка) відстані між супутником і приймачем сигналу з навігаційного супутнику — наприклад у GPS приймачах. 
Для визначення свого положення, супутниковий навігаційний приймач буде визначати відстані до (як мінімум) чотирьох супутників, а також їх координати під час передавання сигналу. Знаючи орбітальні параметри супутників, їх координати можна обрахувати в будь-який момент часу. Псевдовідстані до супутників отримуються шляхом помноження швидкості світла на час за який сигнал подорожував від супутника до приймача. Оскільки існує похибка вимірювання часу, використовується термін псевдо-відстані замість того, щоб називати це просто відстанню.

## Псевдовідстань і похибка вимірювання часу
Зазвичай в приймачах використовується кварцовий генератор для задавання годинникових інтервалів. Точність кварцового годинника зазвичай більша за одну мільйонну; якщо годинник не підлаштовували протягом тижня, відстань буде розрахована не на Землі, а за межами орбіти Місяця. Якщо показання годинника уточнювались, через секунду його показання є не придатними для розрахунку позиціонування, оскільки після секунди помилки будуть сягати сотень метрів для звичайного кварцового годинника. Але годинник GPS приймача використовується для вимірювання відстаней до декількох супутників майже в один і той самий відлік часу, що означає що всі результати вимірювання відстаней мають однакову похибку. Відстані з однаковою похибкою називаються псевдовідстанями. При знаходженні псевдовідстаней для додаткових чотирьох супутників для точного розрахунку позиції, можна визначити похибку часу Для того, маючи псевдовідстані і координати чотирьох супутників, фактичне розташування приймача по трьом осям x, y, z і похибка часу {\displaystyle \Delta t} може бути точно розрахована.
Відповідно до законів поширення похибки ні позиція приймача ні інтервали часу не можуть бути вирахувані точно, а можуть бути лише оцінені за допомогою процедури підбору найменших квадратів, яка відома з геодезії.
Для визначення цієї неточності, була введена так звана оцінка GDOP: геометричний фактор зниження точності (x,y,z,t).